# Igelschrecke
Igelschrecke ist der unter Terrarianern gebräuchliche deutsche Trivialname der Gespenstschreckenart Spinohirasea bengalensis aus der Familie der Lonchodidae. Der natürliche Lebensraum der Igelschrecke sind die tropischen Regenwälder Vietnams.

## Taxonomie
Die erste wissenschaftliche Beschreibung der Art erfolgte 1907 unter dem Namen Menexenus bengalensis durch den Schweizer Naturwissenschaftler Karl Brunner-von Wattenwyl. 2001 beschrieb Oliver Zompro die Art Spinohirasea crassithorax innerhalb der hierfür neu aufgestellten Gattung Spinohirasea. Ein Vergleich der genannten Taxa wies beide als unterschiedliche Bezeichnungen derselben Tierart aus, sodass Spinohirasea crassithorax ein jüngeres Synonym für Menexenus bengalensis ist. Da die Gültigkeit der Gattung Spinohirasea beibehalten wurde, lautet der Artname derzeit Spinohirasea bengalensis.
Nach gegenwärtiger Taxonomie handelt es sich um den einzigen Vertreter der Gattung Spinohirasea. Als nahe verwandte Gattungen gelten Andropromachus und Neohirasea (siehe z. B. Neohirasea maerens). Die in der Infobox nebenstehende, äußere Systematik folgt der Online-Datenbank „Phasmida Species File Online“.

## Merkmale

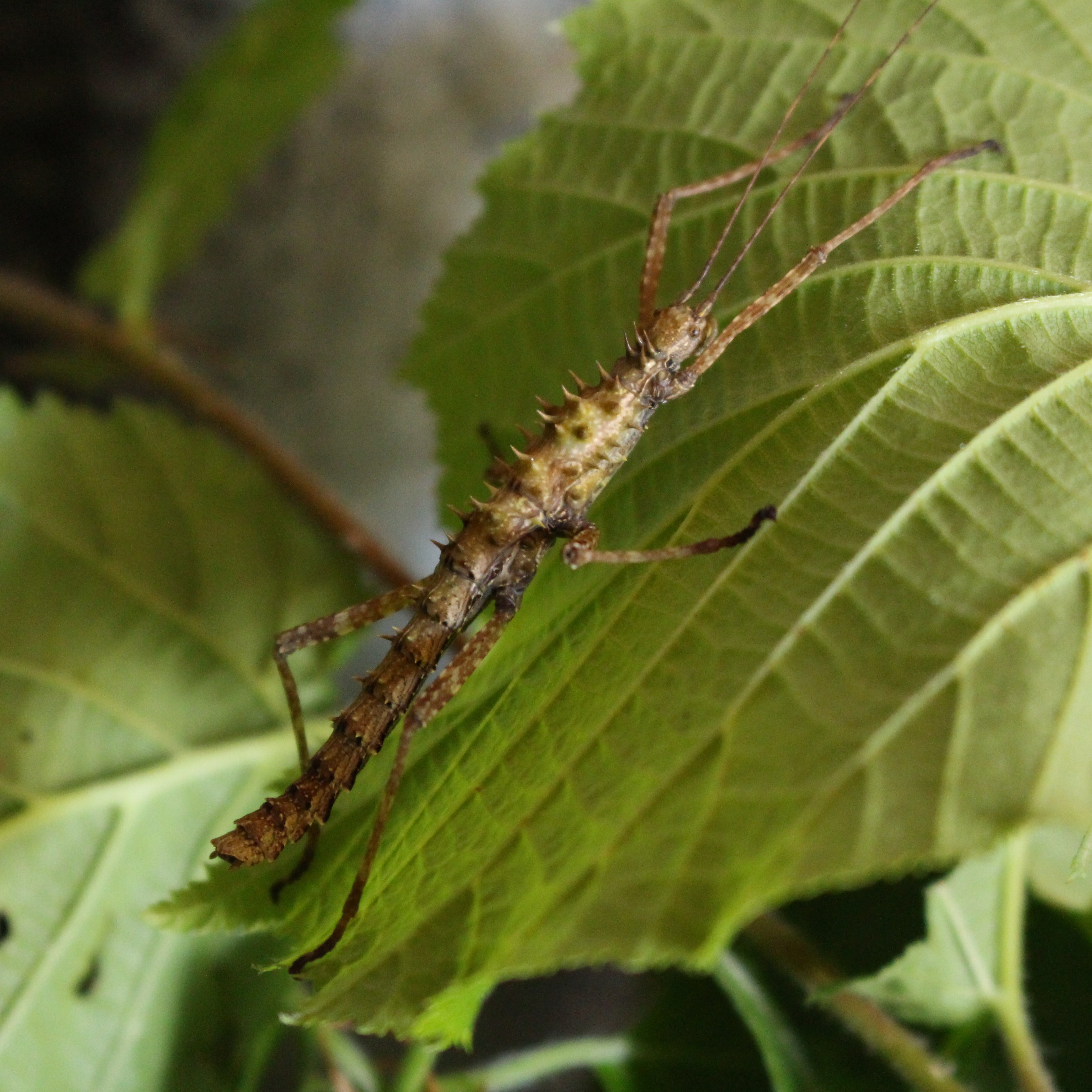
Nymphe in den höheren Entwicklungsstadien mit beginnender Grünfärbung am Thorax.

Auffallendstes Merkmal der Igelschrecke ist der stachelige Thorax mit dem charakteristischen rötlichen Band an jeder Seite. Die Bestachelung ist an der Oberseite des Thorax am stärksten ausgeprägt und nimmt zum Körperende hin zunehmend ab. Beide Geschlechter sind flügellos. Der Mesothorax ist insbesondere beim Männchen gebuckelt und bildet die breiteste Stelle des Körpers. Das Abdomen des Männchens ist schlank und besitzt mittig den geringsten Umfang. Im Vergleich hierzu ist das größere Weibchen wesentlich kompakter und besitzt einen massiven Hinterleib. Vom Kopf bis zum Körperende misst es rund 70 mm, beim Männchen sind es rund 45 mm. Die Beine der einzelnen Beinpaare sind jeweils unterschiedlich lang, wobei das zweite Beinpaar das kürzeste und das dritte Beinpaar das längste ist. Bei den Männchen ist zudem der Femur des mittleren Beinpaares verdickt.
Männchen und Weibchen unterscheiden sich hinsichtlich der Farbgebung nur wenig. Der Körper beider Geschlechter ist oberseits von einer satten, hell- und dunkelgrün gemusterten Grundfarbe. Die Stacheln sind etwas heller und laufen in leicht rötlich-braunen Spitzen aus. An den Flanken des Thorax erstreckt sich vom Kopf bis zum Abdomen ein schmales, rosafarbenes bis rotbraunes Band. Die Körperunterseite ist im Bereich des Thorax von derselben rötlichen Farbe und hell gefleckt. An den Seiten des Abdomens besitzt das Weibchen eine Reihe kurzer und stumpfer, aber dennoch ausgeprägter Stacheln mit weißen Spitzen. Oberseitig nehmen die einzelnen Abdominalsegmente an deren jeweiligen Enden eine dunklere Färbung an, sodass der Hinterleib unregelmäßig gebändert erscheinen kann. Die langen, dünnen Fühler sind meist bräunlich und weisen kurz vor deren Enden ein auffälliges helles Band auf.
Die Nymphen der Igelschrecke messen vor der ersten Häutung rund 14 mm. Sie sind schwärzlich-braun, mit helleren Punkten und Flecken gefärbt und stachellos. Bis zur erwachsenen Imago durchlaufen sie mehrere Häutungen und verändern dabei ihr Aussehen. Halbwüchsige Nymphen sind von einer einheitlicheren, hellbraunen Grundfarbe und weisen bereits die charakteristischen Stacheln auf. Im Laufe der letzten Entwicklungsstadien erhalten die Tiere zunehmend einen grünen Farbeinschlag, um schließlich nach der Imaginalhäutung die grüne Färbung mit den charakteristischen rosa Seitenstreifen zu erhalten.

## Vorkommen
Der natürliche Lebensraum der Igelschrecke sind tropische Regenwälder Hinterindiens, wo sie durch Funde in Zentral- und Nordvietnam belegt ist. Der zur Beschreibung von Spinohirasea crassithorax (Zompro, 2001) herangezogene Holotypus entstammte dem Tieflandregenwald der Provinz Hà Tĩnh. Weitere Exemplare wurden im Bạch-Mã-Nationalpark sowie in der Provinz Quảng Bình gesammelt, welche die Ausgangspopulation für die in Europa gehaltenen Tiere bilden. Darüber hinaus ist von einem Vorkommen im angrenzenden Laos auszugehen. Für die namensgebende Verbreitung in der Bengalen-Region liegen dagegen keine Aufzeichnungen abseits der Erstbeschreibung durch Brunner-von Wattenwyl vor, weshalb dieses Vorkommen heute angezweifelt und auf eine irrtümliche Angabe des Urspungsortes in der Sammlung des Naturhistorischen Museums von Paris zurückgeführt wird.

## Verhalten und Fortpflanzung

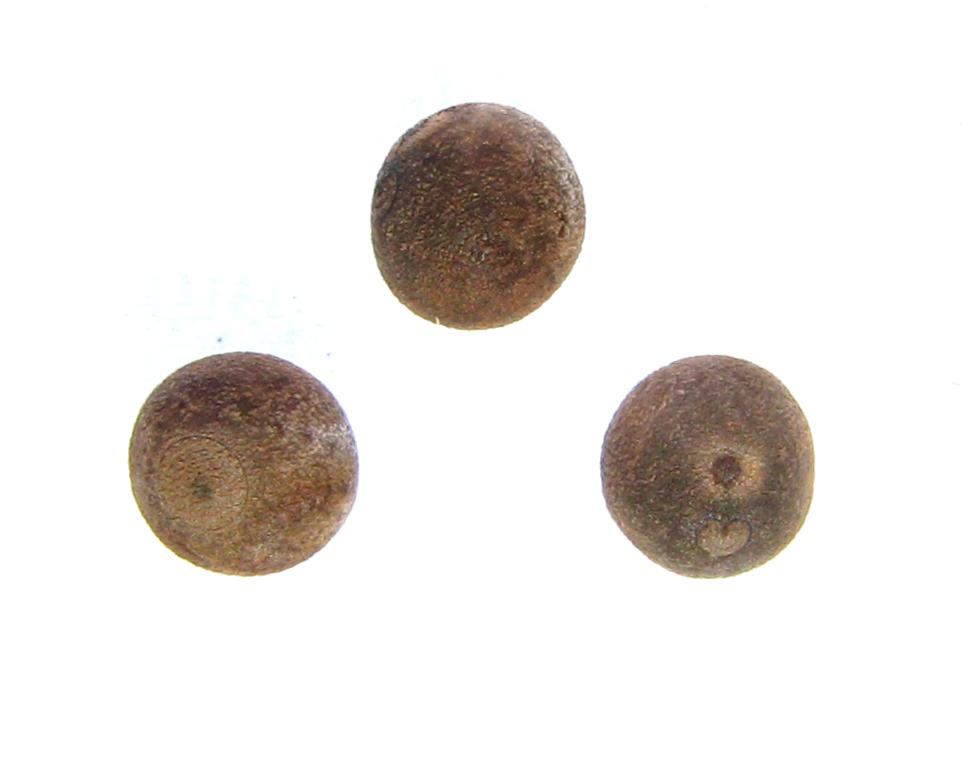
Eier von Spinohirasea bengalensis.

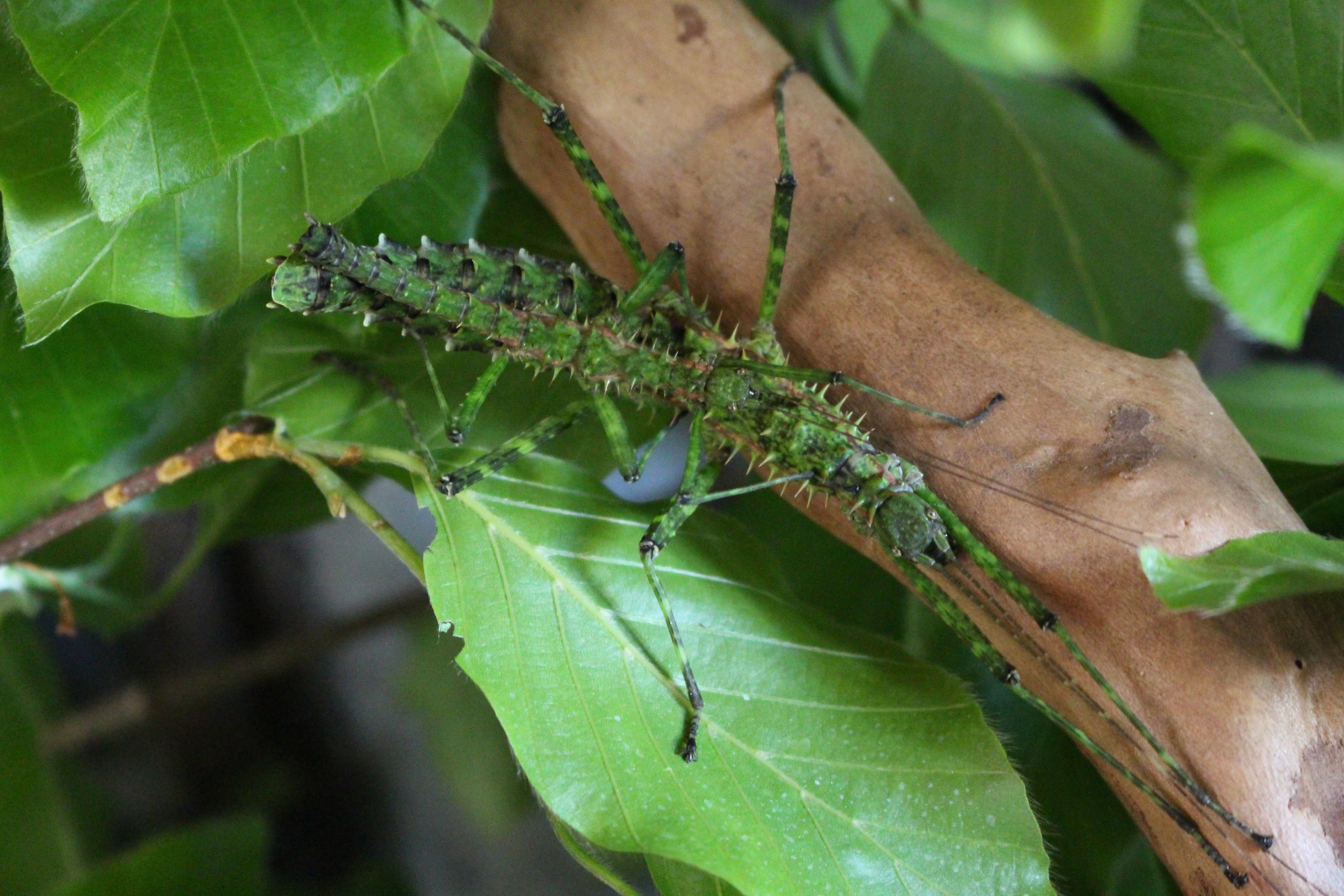
Adultes Pärchen im Terrarium.

Bei moderaten Temperaturen von 20–23 °C sind die Männchen nach rund 2,5 Monaten und die Weibchen nach 3 Monaten ab dem Schlupfdatum adult. Hat ein geschlechtsreifes Männchen ein Weibchen ausgemacht, so setzt es sich auf dessen Rücken und verbleibt mitunter tagelang auf diesem. Während dieser Zeit findet die Paarung statt. Einige Wochen nach der Adulthäutung beginnt das Weibchen mit der Ablage der schwarz-braunen Eier, indem es diese zu Boden fallen lässt. Pro Tag werden auf diese Weise um die 5 bis 6 Eier abgelegt.
Die Eier sind von unregelmäßig kugelförmiger Gestalt mit einem Durchmesser im Bereich von 3 mm. Die Oberfläche ist fein gekörnt. Der runde Eideckel (Operculum) ist von derselben Oberflächenbeschaffenheit und unterscheidet sich optisch kaum von der Eikapsel. Am gegenüberliegenden Ende des Eis findet sich eine dunkle Grube. Hiervon ausgehend führt eine Linie bis zu der von einer rundlichen Mikropylarplatte umgebenen, schwärzlichen Mikropyle. In Abhängigkeit von der Temperatur und der Feuchtigkeit schlüpfen nach mehreren Monaten die Nymphen. Bei einer Terrarienhaltung der Tiere mit Zimmertemperatur beträgt die Dauer bis zum Schlupf zwischen 4 und 8 Monaten.
Die frisch geschlüpften Jungtiere begeben sich zeitnah auf die Suche nach einer geeigneten Futterpflanze, auf der sie ihr restliches Leben verbringen können. Die ausgewachsenen Igelschrecken sind in ihrem Verhalten äußerst passiv. Die nacht- und dämmerungsaktiven Tiere bewegen sich tagsüber kaum. Ihre reguläre Fortbewegungsweise ist geprägt von ausgesprochener Langsamkeit und Gleichmäßigkeit und ist auf eine möglichst starke Unauffälligkeit ausgerichtet. Selbst bei Berührung verharren sie häufig regungslos im Vertrauen auf ihre Tarnung. Nur bei äußerster Gefahr lassen sich die Tiere zu Boden fallen und ergreifen die Flucht. Ein Abwehrsekret oder ein anderweitig aktives Verteidigungsverhalten ist nicht vorhanden.

## Terraristik
Die erste Einführung der Art in die Terrarienhaltung erfolgte im Jahr 2005. Die Phasmid Study Group (PSG) vergab für diese neu in Haltung befindliche Art – damals unter der auf einem Irrtum basierenden Bezeichnung Spiniphasma crassithorax – die Nummer 272, unter der heute gleichfalls Spinohirasea bengalensis geführt wird.
Die Art erweist sich in der Terrarienhaltung als äußerst pflegeleicht. Als Ersatznahrung eignet sich eine Vielzahl heimischer Pflanzen. So werden beispielsweise die Blätter von Brombeeren und anderen Rosengewächsen sowie von Rotbuche, Eiche, Hasel, Liguster, Lorbeerkirsche und Efeu bereitwillig als Futter akzeptiert.
Um den Tieren einen problemlosen Schlupf und Häutungen zu ermöglichen, ist wie bei anderen tropischen Phasmiden auf eine hinreichende Luftfeuchtigkeit zu achten. Werte im Bereich von um die 70–80 % relativer Luftfeuchte erweisen sich als ideal. Um das Schlüpfen zusätzlich zu erleichtern, kann getrocknetes Moos über die Eier gestreut werden. Des Weiteren ist wie bei allen Phasmiden darauf zu achten, dass den Nymphen ausreichend Platz für die kritische Phase der Häutung zur Verfügung steht. Das Terrarium sollte deshalb eine Höhe von 30 cm oder höher aufweisen.

## Galerie

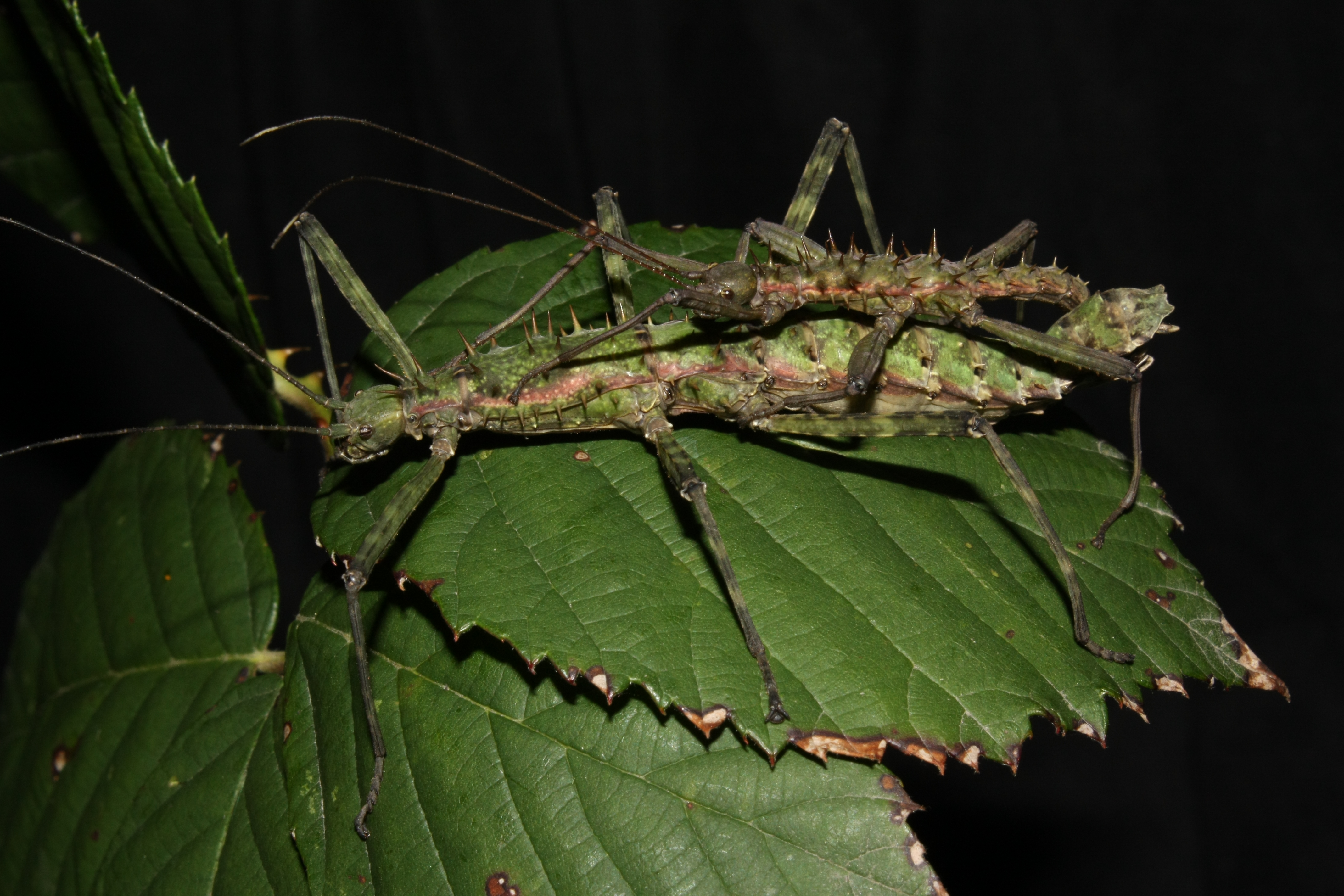
Die männliche Igelschrecke wird mitunter tagelang vom Weibchen herumgetragen.
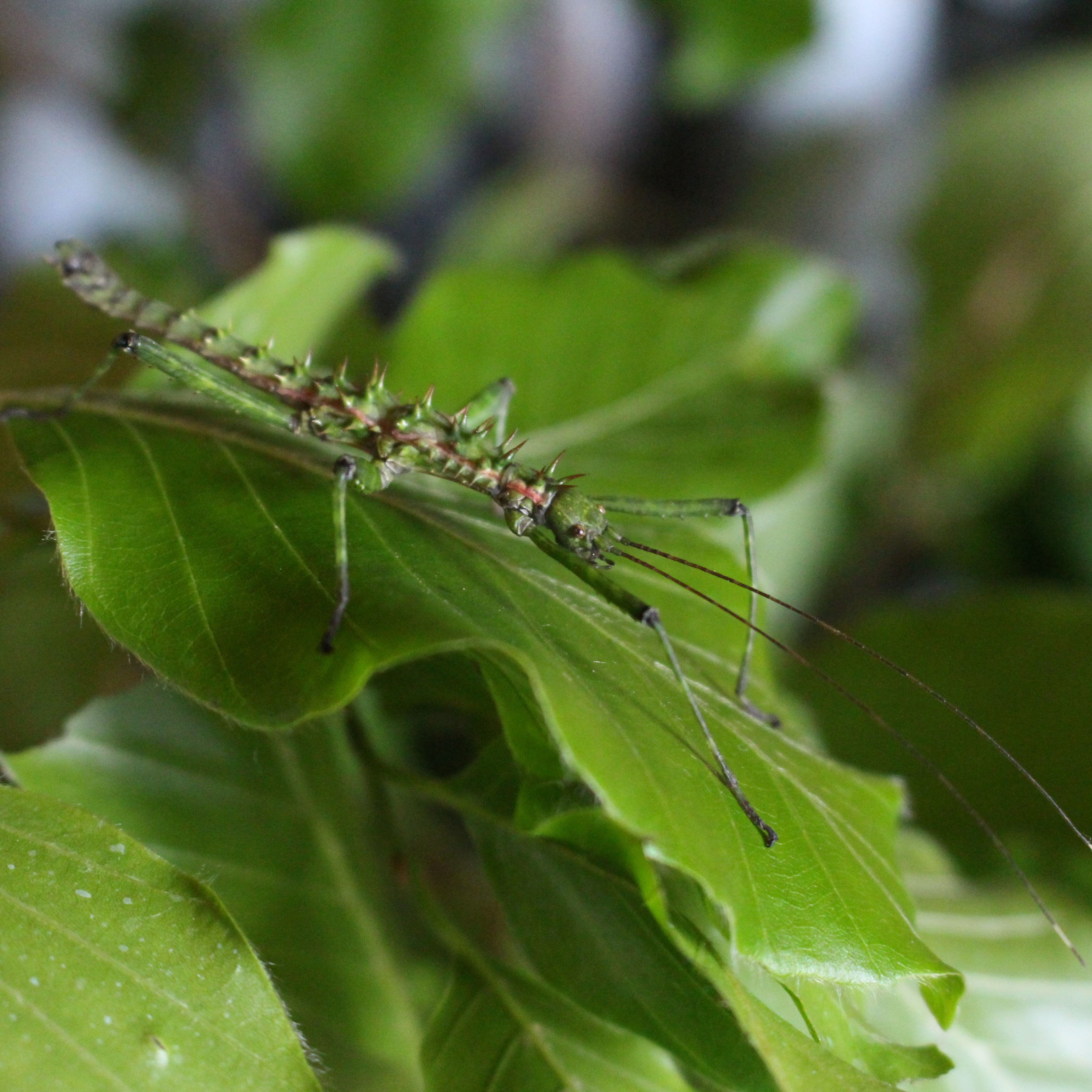
Dieses männliche Tier misst annähernd 5 cm.
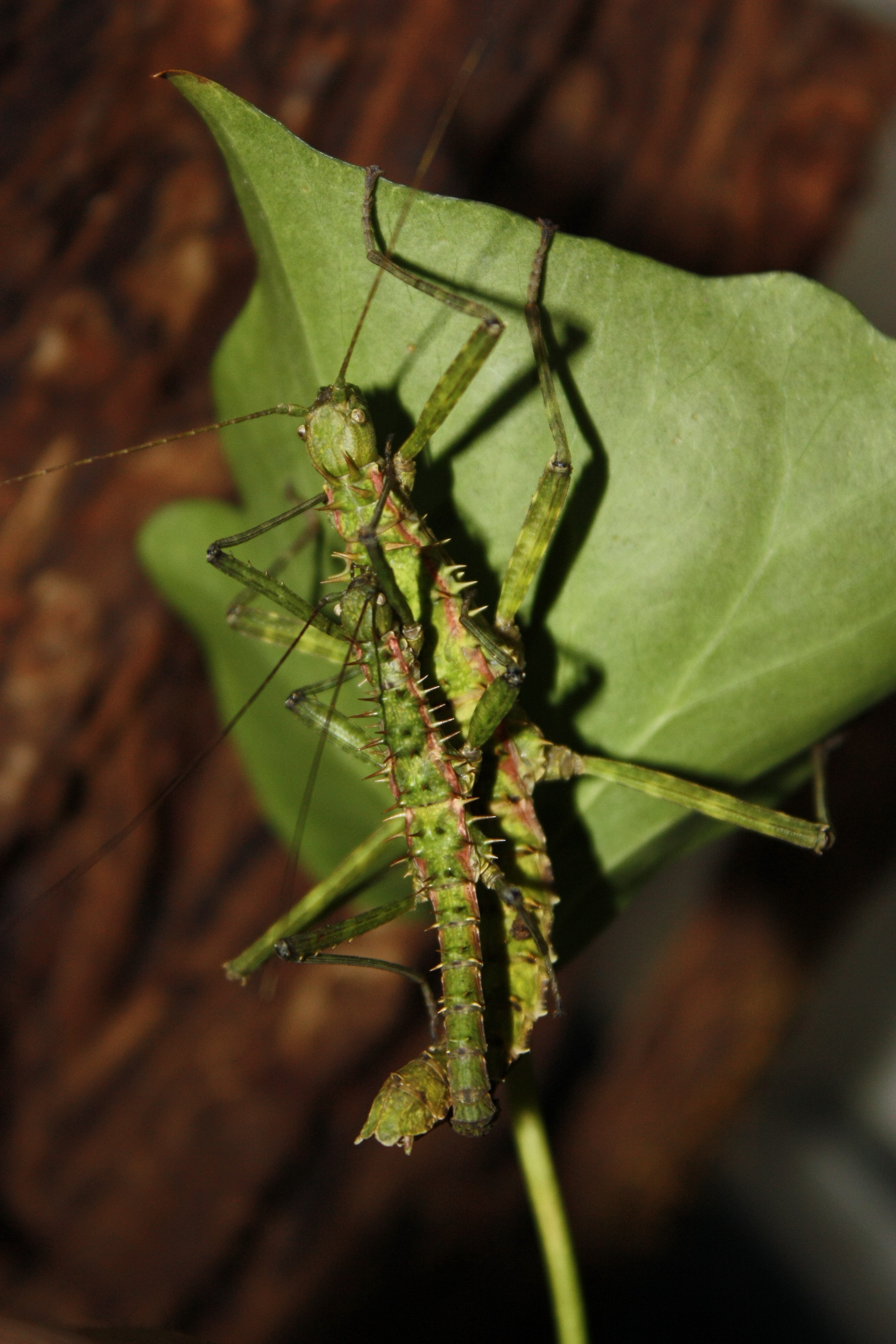
Die Igelschrecke frisst auch den giftigen Efeu.